# Miroslav Podborský
Miroslav Podborský (* 1966) je český sportovec-triatlonista a kvadriatlonista, mnohonásobný mistr světa v kvadriatlonu (třináctinásobný mistr světa v krátkém kvadriatlonu). Dne 11. srpna 2012 se potřinácté stal mistrem světa po svém vítězství ve 20. ročníku závodu Czech Diamond Man
pořádaném v Sedlčanech 
.

## Přehled úspěchů
- 1995 Mistrovství světa, kvadriatlon, sprint, 1. místo
- 1997 Mistrovství světa, kvadriatlon, sprint, 1. místo
- 1997 Mistrovství světa, kvadriatlon, dlouhý kvadriatlon, 3. místo
- 1998 Mistrovství světa, kvadriatlon, sprint, 1. místo
- 1998 Mistrovství světa, kvadriatlon, střední kvadriatlon, 1. místo
- 1999 Mistrovství světa, kvadriatlon, dlouhý kvadriatlon, 2. místo
- 1999 Mistrovství světa, kvadriatlon, střední kvadriatlon, 1. místo
- 1999 Mistrovství světa, kvadriatlon, sprint, 1. místo
- 2000 Mistrovství světa, kvadriatlon, sprint, 1. místo
- 2000 Mistrovství světa, kvadriatlon, střední kvadriatlon, 1. místo
- 2001 Mistrovství světa, kvadriatlon, dlouhý kvadriatlon, 1. místo
- 2001 Mistrovství světa, kvadriatlon, střední kvadriatlon, 1. místo
- 2001 Mistrovství světa, kvadriatlon, sprint, 1. místo
- 2002 Mistrovství světa, kvadriatlon, sprint, 1. místo
- 2002 Mistrovství světa, kvadriatlon, střední kvadriatlon, 1. místo
- 2002 Mistrovství světa, kvadriatlon, dlouhý kvadriatlon, 1. místo
- 2003 Mistrovství světa, Sedlčany, kvadriatlon, střední kvadriatlon, 1. místo
- 2003 Mistrovství České republiky, Sedlčany, kvadriatlon, střední kvadriatlon, 1. místo
- 2004 Mistrovství světa, Sedlčany, kvadriatlon, 1. místo
- 2004 Mistrovství České republiky, Sedlčany, kvadriatlon, 1. místo

## Ocenění
Jde o držitele Plaketoy za zásluhy Evropského hnutí fair play .